# 大释迦站
大释迦站（日语：／ Daishaka eki */?）位于青森县青森市浪冈大字大释迦字前田，是东日本旅客铁道（JR東日本）管辖的鐵路車站。

## 历史
- 1894年12月1日 - 车站投入运营[1]。
- 1971年10月1日 - 无人化改造。
- 1987年4月1日 - 国铁分割民营化后成为JR东日本车站。
- 2007年7月20日 - 新站房投入使用[1]，同时取消了厕所设置。
- 2010年3月31日 - 简易委托结束。
- 2010年4月1日 - 管理站由浪冈改为弘前。
- 2023年5月27日：奧羽本線弘前～青森間可以使用「Suica」[2][3]。

## 車站結構
側式月台1面1線與島式月台1面2線，合計2面3線月台的地面車站。
为弘前站管理的无人车站，设置有简易自动售票机。
| 月台 | 路線      | 方向 | 目的地           |
| ---- | --------- | ---- | ---------------- |
| 1    | ■奥羽本線 | 下行 | 新青森、青森方向 |
| 2、3 | ■奥羽本線 | 上行 | 川部、弘前方向   |

3号轨道为上下行共用待避线，可以接发两个方向的列车。

## 利用状況
- 2004年日均乘车人数85人。2005年至今乘车情况未见公开。[4]

## 相邻车站
东日本旅客铁道
■奥羽本线
□快速
通过
■普通
浪岡－大釋迦－鶴坂

## 外部連結
- JR東日本大釋迦站 （页面存档备份，存于）